# Sérignan
Sérignan é uma comuna francesa na região administrativa de Occitânia, no departamento de Hérault. Estende-se por uma área de 27,45 km². 
É uma localidade turística banhada pelo Mediterrâneo, com extensas praias, e com infraestrutura de apoio balnear, incluindo uma parte naturista.
Em 2010 a comuna tinha 7 204 habitantes (densidade: 262,4 hab./km²).